# Chichester (circonscription du Parlement britannique)
Circonscription parlementaire de la Chambre des communes
La circonscription de Chichester est une circonscription parlementaire britannique. Située dans le West Sussex, elle couvre la majeure partie du district de Chichester.
Dès le Parlement modèle de 1295, la ville de Chichester est représentée au Parlement d'Angleterre. Jusqu'en 1868, elle bénéficiait de deux parlementaires. 

## Members of Parliament

### MPs 1295–1660
- Constituency created 1295

| Parlement  | Premier membre                                   | Second membre                                     |
| ---------- | ------------------------------------------------ | ------------------------------------------------- |
| 1386       | Thomas Patching                                  | John Sherare                                      |
| 1388 (fev) | Thomas Patching                                  | William Neel                                      |
| 1388 (sep) | William Horlebat                                 | Simon Vincent                                     |
| 1390 (jan) | Thomas Patching                                  | John Sherare                                      |
| 1390 (nov) |                                                  |                                                   |
| 1391       | Thomas Patching                                  | John Sherare                                      |
| 1393       | Thomas Patching                                  | John Sherare                                      |
| 1394       |                                                  |                                                   |
| 1395       | John atte Mille                                  | John Sherare                                      |
| 1397 (jan) | John Goldston                                    | John Hebbe                                        |
| 1397 (sep) | Thomas Patching                                  | John Okehurst                                     |
| 1399       | Thomas Patching                                  | William Neel                                      |
| 1401       | William Combe                                    | Thomas Hayne                                      |
| 1402       | Robert Jugler                                    | Simon Vincent                                     |
| 1404 (jan) |                                                  |                                                   |
| 1404 (oct) |                                                  |                                                   |
| 1406       | John Dolyte                                      | Thomas Neel                                       |
| 1407       | Robert Jugler                                    | Thomas Neel                                       |
| 1410       |                                                  |                                                   |
| 1411       |                                                  |                                                   |
| 1413 (fev) |                                                  |                                                   |
| 1413 (mai) | Geoffrey Hebbe                                   | Robert Jugler                                     |
| 1414 (avr) |                                                  |                                                   |
| 1414 (nov) | Robert Stryvelyne                                | Robert Jugler                                     |
| 1415       | William Farnhurst                                | Thomas Neel                                       |
| 1416 (mar) | William Farnhurst                                | John Vincent                                      |
| 1416 (oct) |                                                  |                                                   |
| 1417       | Thomas Russell                                   | Robert Stryvelyne                                 |
| 1419       | John Dolyte                                      | Richard Sherter                                   |
| 1420       | John Cok                                         | William Hore                                      |
| 1421 (mai) | William Farnhurst                                | Robert Stryvelyne                                 |
| 1421 (dec) | John Dolyte                                      | Richard Fust                                      |
| 1431       | William Hore                                     |                                                   |
| 1510–1523  | Aucun nom connu                                  | Aucun nom connu                                   |
| 1529       | Robert Bowyer                                    | Robert Trigges                                    |
| 1536       | ?                                                |                                                   |
| 1539       | ?                                                |                                                   |
| 1542       | William Erneley                                  | ?                                                 |
| 1545       | ?                                                |                                                   |
| 1547       | Richard Sackville                                | Robert Bowyer                                     |
| 1553 (mar) | Thomas Stoughton                                 | Thomas Carpenter                                  |
| 1553 (oct) | Thomas Stoughton                                 | Thomas Carpenter                                  |
| 1554 (avr) | Thomas Stoughton                                 | Thomas Carpenter                                  |
| 1554 (nov) | John Digons                                      | Walter Roynon                                     |
| 1555       | Richard Knight                                   | Robert Bowyer II                                  |
| 1558       | Peter Tolpat                                     | Lawrence Ardren                                   |
| 1558/9     | Sir Henry Radcliffe                              | Robert Bowyer II                                  |
| 1562/3     | Thomas Stoughton                                 | John Sherwin                                      |
| 1571       | Thomas Kyrle                                     | Thomas West                                       |
| 1572       | Valentine Dale                                   | Richard Lewknor                                   |
| 1584       | Valentine Dale                                   | Richard Lewknor                                   |
| 1586       | Valentine Dale                                   | Richard Lewknor                                   |
| 1588       | Valentine Dale                                   | Richard Lewknor                                   |
| 1593       | Richard Lewknor                                  | William Ashby                                     |
| 1597       | Richard Lewknor                                  | Adrian Stoughton                                  |
| 1601       | Adrian Stoughton                                 | Stephen Barnham                                   |
| 1604       | Adrian Stoughton                                 | Sir John Morley                                   |
| 1614       | Adrian Stoughton                                 | Sir John Morley                                   |
| 1621       | Sir Edward Cecil                                 | Thomas Whatman                                    |
| 1624       | Sir Thomas Edmondes                              | Thomas Whatman                                    |
| 1625       | Algernon Percy                                   | Humphrey Hagget                                   |
| 1626       | Algernon Percy                                   | Humphrey Hagget                                   |
| avril 1626 | Edward Dowse                                     | Humphrey Hagget                                   |
| 1628       | William Cawley                                   | Henry Bellingham                                  |
| 1629–1640  | Aucun parlement convoqué                         | Aucun parlement convoqué                          |
| 1640 (avr) | Christopher Lewknor                              | Edward Dowse                                      |
| 1640 (nov) | Christopher Lewknor                              | Sir William Morley, handicapé le 23 novembre 1642 |
| 1645       | Sir John Temple                                  | Henry Peck                                        |
| 1648       | ?                                                |                                                   |
| 1653       | Chichester non représenté au Parlement Barebones | Chichester non représenté au Parlement Barebones  |
| 1654       | Henry Peckham                                    | (un siège seulement)                              |
| 1656       | Henry Peckham                                    | (un siège seulement)                              |
| 1659       | Henry Peckham                                    | William Cawley                                    |

### MPs 1660–1868
| Année | Année          | Année                       | Premier membre                     | Premier parti                      | Second membre                      | Second parti                       |
| ----- | -------------- | --------------------------- | ---------------------------------- | ---------------------------------- | ---------------------------------- | ---------------------------------- |
|       |                | 1660                        | Henry Peckham                      |                                    | John Farrington                    |                                    |
|       | 1661           | William Garway              | Henry Peckham                      |                                    |                                    |                                    |
|       | 1673           | William Garway              | Richard May                        |                                    |                                    |                                    |
|       | février 1679   | John Braman                 | Richard May                        |                                    |                                    |                                    |
|       | septembre 1679 | John Braman                 | John Farrington                    |                                    |                                    |                                    |
|       | 1681           | John Braman                 | Richard Farington                  | Whig                               |                                    |                                    |
|       |                | 1685                        | Sir Richard May                    |                                    | George Gounter                     |                                    |
|       |                | 1689                        | Thomas Miller                      |                                    | Thomas May                         |                                    |
|       |                | 1695                        | Comte de Ranelagh                  |                                    | William Elson                      |                                    |
|       |                | 1698                        | Sir Richard Farington, 1er Bt      | Whig                               | John Miller                        | Tory                               |
|       |                | janvier 1701                | Sir Thomas May                     |                                    | William Elson                      |                                    |
|       | novembre 1701  | John Miller                 | Tory                               |                                    | William Elson                      |                                    |
|       | mai 1705       | Sir Thomas Littleton, 3e Bt | Whig                               |                                    | William Elson                      |                                    |
|       | novembre 1705  | Sir Thomas Littleton, 3e Bt | Whig                               | Thomas Onslow                      |                                    |                                    |
|       |                | 1708                        | Thomas Carr                        | Tory                               | Sir Richard Farington, 1er Bt      | Whig                               |
|       | 1710           | Sir John Miller, 2e Bt      | Tory                               |                                    | Sir Richard Farington, 1er Bt      | Whig                               |
|       |                | 1713                        | William Elson                      |                                    | James Brudenell                    |                                    |
|       |                | 1715                        | Sir Richard Farington, 1er Bt      | Whig                               | Thomas Miller                      |                                    |
|       | 1719           | Henry Kelsall               |                                    |                                    | Thomas Miller                      |                                    |
|       | 1722           | Charles Lennox              |                                    |                                    | Thomas Miller                      |                                    |
|       | 1724           | Lord William Beauclerk      |                                    |                                    | Thomas Miller                      |                                    |
|       | 1727           | Lord William Beauclerk      | Charles Lumley                     |                                    |                                    |                                    |
|       | 1729           | Lord William Beauclerk      | James Lumley                       |                                    |                                    |                                    |
|       | 1733           | Thomas Prendergast          | James Lumley                       |                                    |                                    |                                    |
|       |                | 1734                        | James Brudenell                    |                                    | Thomas Yates                       |                                    |
|       | 1741           | John Page                   | James Brudenell                    |                                    |                                    |                                    |
|       | 1746           | John Page                   | George Keppel                      |                                    |                                    |                                    |
|       | 1755           | John Page                   | Augustus Keppel                    | Whig                               |                                    |                                    |
|       | 1761           | John Page                   | Lord George Lennox                 |                                    |                                    |                                    |
|       | 1767           | John Page                   | William Keppel                     |                                    |                                    |                                    |
|       | 1768           | Thomas Conolly              | William Keppel                     |                                    |                                    |                                    |
|       | 1780           | Thomas Steele               | William Keppel                     | Tory                               |                                    |                                    |
|       | 1782           | Thomas Steele               | Percy Charles Wyndham              | Tory                               |                                    |                                    |
|       | 1784           | Thomas Steele               | George White-Thomas                | Tory                               | Whig                               |                                    |
|       | 1807           | James du Pre                | George White-Thomas                | Tory                               | Whig                               |                                    |
|       |                | 1812                        | Charles Gordon-Lennox              | Tory                               | William Huskisson                  | Tory                               |
|       | 1819           | Lord John Lennox            | Whig                               |                                    | William Huskisson                  | Tory                               |
|       | 1823           | Lord John Lennox            | Whig                               | William Stephen Poyntz             | Whig                               |                                    |
|       | 1830           | Lord John Lennox            | Whig                               | John Smith                         | Whig,                              |                                    |
|       |                | 1831                        | Lord Arthur Lennox                 | Whig                               | John Abel Smith                    | Whig,                              |
|       | 1837           | Conservateur                | Lord Arthur Lennox                 |                                    | John Abel Smith                    | Whig,                              |
|       | 1846           | Lord Henry Lennox           | Conservateur                       |                                    | John Abel Smith                    | Whig,                              |
|       | 1859           | Lord Henry Lennox           | Conservateur                       | Humphrey William Freeland          | Libéral                            |                                    |
|       | 1863           | Lord Henry Lennox           | Conservateur                       | John Abel Smith                    | Libéral                            |                                    |
|       |                | 1868                        | Représentation réduite à un membre | Représentation réduite à un membre | Représentation réduite à un membre | Représentation réduite à un membre |

### MPs depuis 1868
| Élection | Élection                | Membre,                    | Membre,                | Parti                  |
| -------- | ----------------------- | -------------------------- | ---------------------- | ---------------------- |
|          | 1868                    | Lord Henry Lennox          |                        | Conservateur           |
|          | 1885                    | Charles Gordon-Lennox      |                        | Conservateur           |
|          | Élection partielle 1888 | Lord Walter Gordon-Lennox  |                        | Conservateur           |
|          | Élection partielle 1894 | Lord Edmund Talbot         |                        | Conservateur           |
|          | 1918                    | Lord Edmund Talbot         | Coalition Conservateur |                        |
|          | Élection partielle 1921 | Sir William Bird           |                        | Coalition Conservateur |
|          | 1922                    | Sir William Bird           | Conservateur           |                        |
|          | 1923                    | Charles Rudkin             |                        | Libéral                |
|          | 1924                    | John Courtauld             |                        | Conservateur           |
|          | Élection partielle 1942 | Sir Lancelot Joynson-Hicks |                        | Conservateur           |
|          | 1958 by-election        | Bill Loveys                |                        | Conservateur           |
|          | Élection partielle 1969 | Christopher Chataway       |                        | Conservateur           |
|          | Oct 1974                | Anthony Nelson             |                        | Conservateur           |
|          | 1997                    | Andrew Tyrie               |                        | Conservateur           |
|          | 2017                    | Gillian Keegan             |                        | Conservateur           |

## Élections

### Élections dans les années 2010
| Parti         | Parti                | Candidat             | Voix   | %    | ±    |
| ------------- | -------------------- | -------------------- | ------ | ---- | ---- |
|               | Conservateur         | Gillian Keegan       | 35,402 | 57,8 | 2.3  |
|               | Libéral Démocrate    | Kate O'Kelly         | 13,912 | 22,7 | 11.5 |
|               | Travailliste         | Jay Morton           | 9,069  | 14,8 | 7.6  |
|               | Green                | Heather Barrie       | 2,527  | 4,1  | 0.8  |
|               | Libertarian          | Adam Brown           | 224    | 0,4  | N/A  |
|               | Patria               | Andrew Emerson       | 109    | 0,2  | 0.1  |
| Majorité      | Majorité             | Majorité             | 21,490 | 35,1 | 2.7  |
| Participation | Participation        | Participation        | 61,243 | 71,6 | 1.1  |
|               | Conservateur retenir | Conservateur retenir | Swing  | 6.9  |      |

| Parti         | Parti                | Candidat             | Voix   | %     | ±    |
| ------------- | -------------------- | -------------------- | ------ | ----- | ---- |
|               | Conservateur         | Gillian Keegan       | 36,032 | 60,1  | 2.5  |
|               | Travailliste         | Mark Farwell         | 13,411 | 22,4  | 10.2 |
|               | Libéral Démocrate    | Jonathan Brown       | 6,749  | 11,3  | 2.7  |
|               | Green                | Heather Barrie       | 1,992  | 3,3   | 3.2  |
|               | UKIP                 | Andrew Moncreiff     | 1,650  | 2,8   | 12.2 |
|               | Patria               | Andrew Emerson       | 84     | 0,1   | 0.1  |
| Majorité      | Majorité             | Majorité             | 22,621 | 37,7  | 5.0  |
| Participation | Participation        | Participation        | 60,047 | 70,65 | 2.25 |
|               | Conservateur retenir | Conservateur retenir | Swing  | 3.85  |      |

| Parti         | Parti                | Candidat             | Voix   | %    | ±    |
| ------------- | -------------------- | -------------------- | ------ | ---- | ---- |
|               | Conservateur         | Andrew Tyrie         | 32,953 | 57,7 | 2.3  |
|               | UKIP                 | Andrew Moncreiff     | 8,540  | 14,9 | 8.1  |
|               | Travailliste         | Mark Farwell         | 6,933  | 12,1 | 1.7  |
|               | Libéral Démocrate    | Andrew Smith         | 4,865  | 8,5  | 18.9 |
|               | Green                | Jasper Richmond      | 3,742  | 6,5  | N/A  |
|               | Patria               | Andrew Emerson       | 106    | 0,2  | N/A  |
| Majorité      | Majorité             | Majorité             | 24,413 | 42,7 | 14.7 |
| Participation | Participation        | Participation        | 57,139 | 68,4 | 1.0  |
|               | Conservateur retenir | Conservateur retenir | Swing  | 2.9  |      |

| Parti         | Parti                | Candidat             | Voix   | %    | ±   |
| ------------- | -------------------- | -------------------- | ------ | ---- | --- |
|               | Conservateur         | Andrew Tyrie         | 31,427 | 55,3 | 7.4 |
|               | Libéral Démocrate    | Martin Lury          | 15,550 | 27,4 | 0.3 |
|               | Travailliste         | Simon Holland        | 5,937  | 10,5 | 8.1 |
|               | UKIP                 | Andrew Moncreiff     | 3,873  | 6,8  | 1.0 |
| Majorité      | Majorité             | Majorité             | 15,877 | 28,0 |     |
| Participation | Participation        | Participation        | 56,787 | 69,7 | 4.5 |
|               | Conservateur retenir | Conservateur retenir | Swing  | 3.8  |     |

### Élections dans les années 2000
| Parti         | Parti                | Candidat             | Voix   | %    | ±    |
| ------------- | -------------------- | -------------------- | ------ | ---- | ---- |
|               | Conservateur         | Andrew Tyrie         | 25,302 | 48,3 | +1.3 |
|               | Libéral Démocrate    | Alan Hilliar         | 14,442 | 27,6 | +3.5 |
|               | Travailliste         | Jonathan Austin      | 9,632  | 18,4 | −3.0 |
|               | UKIP                 | Douglas Denny        | 3,025  | 5,8  | +1.0 |
| Majorité      | Majorité             | Majorité             | 10,860 | 20,7 | −2.2 |
| Participation | Participation        | Participation        | 52,401 | 66,6 | +2.8 |
|               | Conservateur retenir | Conservateur retenir | Swing  | −1.1 |      |

| Parti         | Parti                | Candidat             | Voix   | %    | ±     |
| ------------- | -------------------- | -------------------- | ------ | ---- | ----- |
|               | Conservateur         | Andrew Tyrie         | 23,320 | 47,0 | +0.6  |
|               | Libéral Démocrate    | Lynne Ravenscroft    | 11,965 | 24,1 | −4.8  |
|               | Travailliste         | Celia Barlow         | 10,627 | 21,4 | +4.2  |
|               | UKIP                 | Douglas Denny        | 2,380  | 4,8  | +3.4  |
|               | Green                | Gavin Graham         | 1,292  | 2,6  | N/A   |
| Majorité      | Majorité             | Majorité             | 11,355 | 22,9 | +5.4  |
| Participation | Participation        | Participation        | 49,584 | 63,8 | −10.8 |
|               | Conservateur retenir | Conservateur retenir | Swing  | +2.7 |       |

### Élections dans les années 1990
| Parti         | Parti                | Candidat             | Voix   | %    | ±     |
| ------------- | -------------------- | -------------------- | ------ | ---- | ----- |
|               | Conservateur         | Andrew Tyrie         | 25,895 | 46,4 | −12.9 |
|               | Libéral Démocrate    | Peter Gardiner       | 16,161 | 29,0 | +2.4  |
|               | Travailliste         | Charlie Smith        | 9,605  | 17,2 | +5.9  |
|               | Référendum           | Douglas Denny        | 3,318  | 5,9  | N/A   |
|               | UKIP                 | J.G. Rix             | 800    | 1,4  | N/A   |
| Majorité      | Majorité             | Majorité             | 9,734  | 17,5 | −15.0 |
| Participation | Participation        | Participation        | 55,779 | 74,6 | −3.2  |
|               | Conservateur retenir | Conservateur retenir | Swing  |      |       |

Cette circonscription a subi des changements de limites entre les élections générales de 1992 et 1997 et, par conséquent, la variation de la part des voix est basée sur un calcul théorique.
| Parti         | Parti                | Candidat             | Voix   | %    | ±    |
| ------------- | -------------------- | -------------------- | ------ | ---- | ---- |
|               | Conservateur         | Anthony Nelson       | 37,906 | 59,3 | −2.5 |
|               | Libéral Démocrate    | Peter F. Gardiner    | 17,019 | 26,6 | −1.7 |
|               | Travailliste         | Diane M. Andrewes    | 7,192  | 11,3 | +3.4 |
|               | Green                | Eric Paine           | 876    | 1,4  | −0.6 |
|               | Libéral              | JL Weights           | 643    | 1,0  | +1.0 |
|               | Natural Law          | JL Jackson           | 238    | 0,4  | +0.4 |
| Majorité      | Majorité             | Majorité             | 20,887 | 32,7 | −0.8 |
| Participation | Participation        | Participation        | 63,874 | 77,8 | +3.3 |
|               | Conservateur retenir | Conservateur retenir | Swing  | −0.4 |      |

### Élections dans les années 1980
| Parti         | Parti                | Candidat             | Voix   | %    | ±    |
| ------------- | -------------------- | -------------------- | ------ | ---- | ---- |
|               | Conservateur         | Anthony Nelson       | 37,274 | 61,8 | −1.9 |
|               | Alliance (Liberal)   | Peter Weston         | 17,097 | 28.3 | +0.7 |
|               | Travailliste         | David Morrison       | 4,751  | 7,9  | +0.7 |
|               | Green                | Ian Bagnall          | 1,196  | 2,0  | +0.5 |
| Majorité      | Majorité             | Majorité             | 20,177 | 33,5 | −2.7 |
| Participation | Participation        | Participation        | 60,318 | 74,4 | +2.3 |
|               | Conservateur retenir | Conservateur retenir | Swing  | −1.3 |      |

| Parti         | Parti                          | Candidat             | Voix   | %    | ±    |
| ------------- | ------------------------------ | -------------------- | ------ | ---- | ---- |
|               | Conservateur                   | Anthony Nelson       | 35,482 | 63,7 | +1.4 |
|               | Alliance (Social Démocratique) | H. Gibson            | 15,365 | 27.6 | +8.0 |
|               | Travailliste                   | R.H. Rhodes          | 3,995  | 7,2  | −8.2 |
|               | Ecologie                       | Jonathan Sherlock    | 838    | 1,5  | N/A  |
| Majorité      | Majorité                       | Majorité             | 20,117 | 36,1 | −6.6 |
| Participation | Participation                  | Participation        | 55,680 | 72,1 | −4.5 |
|               | Conservateur retenir           | Conservateur retenir | Swing  |      |      |

### Élections dans les années 1970
| Parti         | Parti                | Candidat             | Voix   | %     | ± |
| ------------- | -------------------- | -------------------- | ------ | ----- | - |
|               | Conservateur         | Anthony Nelson       | 34,696 | 62,29 |   |
|               | Liberal              | J Rix                | 10,920 | 19,60 |   |
|               | Travailliste         | GN Cooke             | 8,569  | 15,38 |   |
|               | United Country Party | E Iremonger          | 863    | 1,55  |   |
|               | Ecologie             | N Bagnall            | 656    | 1,18  |   |
| Majorité      | Majorité             | Majorité             | 23,776 | 42,68 |   |
| Participation | Participation        | Participation        |        | 75,56 |   |
|               | Conservateur retenir | Conservateur retenir | Swing  |       |   |

| Parti         | Parti                | Candidat             | Voix   | %     | ± |
| ------------- | -------------------- | -------------------- | ------ | ----- | - |
|               | Conservateur         | Anthony Nelson       | 26,942 | 52,51 |   |
|               | Liberal              | GA Jeffs             | 15,601 | 30,41 |   |
|               | Travailliste         | NJM Smith            | 8,767  | 17,09 |   |
| Majorité      | Majorité             | Majorité             | 11,341 | 22,10 |   |
| Participation | Participation        | Participation        |        | 73,54 |   |
|               | Conservateur retenir | Conservateur retenir | Swing  |       |   |

| Parti         | Parti                | Candidat             | Voix   | %     | ± |
| ------------- | -------------------- | -------------------- | ------ | ----- | - |
|               | Conservateur         | Christopher Chataway | 29,127 | 53,25 |   |
|               | Liberal              | G Jeffs              | 17,714 | 32,39 |   |
|               | Travailliste         | NJM Smith            | 7,854  | 14,36 |   |
| Majorité      | Majorité             | Majorité             | 11,413 | 20,87 |   |
| Participation | Participation        | Participation        |        | 79,12 |   |
|               | Conservateur retenir | Conservateur retenir | Swing  |       |   |

| Parti         | Parti                | Candidat               | Voix   | %     | ± |
| ------------- | -------------------- | ---------------------- | ------ | ----- | - |
|               | Conservateur         | Christopher Chataway   | 38,120 | 62,60 |   |
|               | Travailliste         | Neville Sandelson      | 12,574 | 20,65 |   |
|               | Liberal              | Denys Gilbert Kinsella | 10,205 | 16,76 |   |
| Majorité      | Majorité             | Majorité               | 25,546 | 41,95 |   |
| Participation | Participation        | Participation          | 60,899 | 69,91 |   |
|               | Conservateur retenir | Conservateur retenir   | Swing  | +5.0  |   |

### Élections dans les années 1960
| Parti         | Parti                | Candidat               | Voix   | %     | ±      |
| ------------- | -------------------- | ---------------------- | ------ | ----- | ------ |
|               | Conservateur         | Christopher Chataway   | 31,966 | 74,16 | +17.00 |
|               | Liberal              | Denys Gilbert Kinsella | 5,879  | 13,64 | −4.07  |
|               | Travailliste         | John White             | 5,257  | 12,20 | −12.93 |
| Majorité      | Majorité             | Majorité               | 26,087 | 60,52 |        |
| Participation | Participation        | Participation          | 43,102 |       |        |
|               | Conservateur retenir | Conservateur retenir   | Swing  |       |        |

| Parti         | Parti                | Candidat             | Voix   | %     | ± |
| ------------- | -------------------- | -------------------- | ------ | ----- | - |
|               | Conservateur         | Walter Loveys        | 31,358 | 57,16 |   |
|               | Travailliste         | David J Burnett      | 13,784 | 25,13 |   |
|               | Liberal              | Patrick J Collins    | 9,714  | 17,71 |   |
| Majorité      | Majorité             | Majorité             | 17,574 | 32,04 |   |
| Participation | Participation        | Participation        | 54,856 | 73,19 |   |
|               | Conservateur retenir | Conservateur retenir | Swing  | +3.15 |   |

| Parti         | Parti                | Candidat               | Voix   | %     | ± |
| ------------- | -------------------- | ---------------------- | ------ | ----- | - |
|               | Conservateur         | Walter Loveys_         | 30,225 | 57,80 |   |
|               | Liberal              | Denys Gilbert Kinsella | 11,912 | 22,78 |   |
|               | Travailliste         | Adrian J Cohen         | 10,155 | 19,42 |   |
| Majorité      | Majorité             | Majorité               | 18,313 | 35,02 |   |
| Participation | Participation        | Participation          | 52,292 | 74,03 |   |
|               | Conservateur retenir | Conservateur retenir   | Swing  |       |   |

### Élections dans les années 1950
| Parti         | Parti                | Candidat             | Voix   | %     | ± |
| ------------- | -------------------- | -------------------- | ------ | ----- | - |
|               | Conservateur         | Walter Loveys        | 30,755 | 65,14 |   |
|               | Travailliste         | John S Spooner       | 9,546  | 20,22 |   |
|               | Liberal              | Jackson Newman       | 6,913  | 14,64 |   |
| Majorité      | Majorité             | Majorité             | 21,209 | 44,92 |   |
| Participation | Participation        | Participation        | 47,214 | 73,82 |   |
|               | Conservateur retenir | Conservateur retenir | Swing  |       |   |

| Parti         | Parti                | Candidat               | Voix   | %     | ±     |
| ------------- | -------------------- | ---------------------- | ------ | ----- | ----- |
|               | Conservateur         | Walter Loveys          | 23,158 | 70,90 | +0.11 |
|               | Travailliste         | William Edgar Simpkins | 9,504  | 29,10 | −0.11 |
| Majorité      | Majorité             | Majorité               | 13,654 | 41,80 | +0.23 |
| Participation | Participation        | Participation          | 32,662 |       |       |
|               | Conservateur retenir | Conservateur retenir   | Swing  |       |       |

| Parti         | Parti                | Candidat               | Voix   | %     | ± |
| ------------- | -------------------- | ---------------------- | ------ | ----- | - |
|               | Conservateur         | Lancelot Joynson-Hicks | 30,857 | 70,79 |   |
|               | Travailliste         | Mervyn Jones           | 12,735 | 29,21 |   |
| Majorité      | Majorité             | Majorité               | 18,122 | 41,57 |   |
| Participation | Participation        | Participation          | 43,592 | 71,80 |   |
|               | Conservateur retenir | Conservateur retenir   | Swing  |       |   |

| Parti         | Parti                | Candidat               | Voix   | %     | ± |
| ------------- | -------------------- | ---------------------- | ------ | ----- | - |
|               | Conservateur         | Lancelot Joynson-Hicks | 32,166 | 69,72 |   |
|               | Travailliste         | David George Packham   | 13,971 | 30,28 |   |
| Majorité      | Majorité             | Majorité               | 18,195 | 39,44 |   |
| Participation | Participation        | Participation          |        | 77,32 |   |
|               | Conservateur retenir | Conservateur retenir   | Swing  |       |   |

| Parti         | Parti                | Candidat               | Voix   | %     | ± |
| ------------- | -------------------- | ---------------------- | ------ | ----- | - |
|               | Conservateur         | Lancelot Joynson-Hicks | 29,106 | 62,42 |   |
|               | Travailliste         | David George Packham   | 12,614 | 27,05 |   |
|               | Liberal              | Ronald Vincent Gibson  | 4,911  | 10,53 |   |
| Majorité      | Majorité             | Majorité               | 16,492 | 35,37 |   |
| Participation | Participation        | Participation          |        | 80,47 |   |
|               | Conservateur retenir | Conservateur retenir   | Swing  |       |   |

### Élections dans les années 1940
| Parti         | Parti                | Candidat                       | Voix   | %     | ± |
| ------------- | -------------------- | ------------------------------ | ------ | ----- | - |
|               | Conservateur         | Lancelot Joynson-Hicks         | 30,989 | 54,6  |   |
|               | Travailliste         | Rosalie Francesca Chamberlayne | 13,670 | 24,1  |   |
|               | Liberal              | Gerald Kidd                    | 11,345 | 20,0  |   |
|               | National             | MH Woodard                     | 625    | 1,1   |   |
|               | Democratic           | Paul Tracy Carter              | 118    | 0,2   |   |
| Majorité      | Majorité             | Majorité                       | 17,319 | 30,5  |   |
| Participation | Participation        | Participation                  |        | 68,24 |   |
|               | Conservateur retenir | Conservateur retenir           | Swing  |       |   |

| Parti         | Parti                    | Candidat               | Voix   | %    | ± |
| ------------- | ------------------------ | ---------------------- | ------ | ---- | - |
|               | Conservateur             | Lancelot Joynson-Hicks | 15,634 | 58,1 |   |
|               | Indépendant progressiste | Gerald Kidd            | 10,564 |      |   |
|               | Indépendant              | A. A. W. Tribe         | 706    |      |   |
| Majorité      | Majorité                 | Majorité               | 5,070  |      |   |
| Participation | Participation            | Participation          |        | 29,2 |   |
|               | Conservateur retenir     | Conservateur retenir   | Swing  |      |   |

Élection générale 1939/1940 :
Une autre élection générale devait avoir lieu avant la fin de 1940. Les partis politiques préparaient une élection à partir de 1939 et à la fin de cette année, les candidats suivants avaient été sélectionnés; 
- Conservateur : John Courtauld
- Travailliste :  E A Weston
- British Union : Charles Hudson

### Élections dans les années 1930
| Parti         | Parti                | Candidat               | Voix   | %     | ± |
| ------------- | -------------------- | ---------------------- | ------ | ----- | - |
|               | Conservateur         | John Courtauld         | 37,882 | 78,32 |   |
|               | Travailliste         | Claude William Higgins | 10,484 | 21,7  |   |
| Majorité      | Majorité             | Majorité               | 27,398 | 56,65 |   |
| Participation | Participation        | Participation          |        | 59,5  |   |
|               | Conservateur retenir | Conservateur retenir   | Swing  |       |   |

| Parti         | Parti                | Candidat               | Voix   | %     | ± |
| ------------- | -------------------- | ---------------------- | ------ | ----- | - |
|               | Conservateur         | John Courtauld         | 43,756 | 87,79 |   |
|               | Travailliste         | Claude William Higgins | 6,085  | 12,21 |   |
| Majorité      | Majorité             | Majorité               | 37,671 | 75,58 |   |
| Participation | Participation        | Participation          |        | 68,51 |   |
|               | Conservateur retenir | Conservateur retenir   | Swing  |       |   |

### Élections dans les années 1920
| Parti              | Parti              | Candidat           | Voix   | %    | ±    |
| ------------------ | ------------------ | ------------------ | ------ | ---- | ---- |
|                    | Unioniste          | John Courtauld     | 26,278 | 60,2 | +0.9 |
|                    | Liberal            | John Freeman Dunn  | 17,398 | 39,8 | +4.2 |
| Majorité           | Majorité           | Majorité           | 8,880  | 20,4 | −3.3 |
| Participation      | Participation      | Participation      | 43,676 | 64,9 | −7.5 |
| Registre électeurs | Registre électeurs | Registre électeurs | 67,276 |      |      |
|                    | Unioniste retenir  | Unioniste retenir  | Swing  | −1.7 |      |

| Parti              | Parti                           | Candidat                        | Voix   | %     | ±     |
| ------------------ | ------------------------------- | ------------------------------- | ------ | ----- | ----- |
|                    | Unioniste                       | John Courtauld                  | 20,710 | 59,3  | +11.4 |
|                    | Liberal                         | Charles Rudkin                  | 12,416 | 35,6  | −16.5 |
|                    | Travailliste                    | Richard Henry Kennard Hope      | 1,765  | 5,1   | N/A   |
| Majorité           | Majorité                        | Majorité                        | 8,294  | 23,8  | N/A   |
| Participation      | Participation                   | Participation                   | 34,891 | 72,4  | +12.2 |
| Registre électeurs | Registre électeurs              | Registre électeurs              | 48,170 |       |       |
|                    | Unioniste vainqueur sur Liberal | Unioniste vainqueur sur Liberal | Swing  | +14.0 |       |

| Parti              | Parti                           | Candidat                        | Voix   | %    | ±     |
| ------------------ | ------------------------------- | ------------------------------- | ------ | ---- | ----- |
|                    | Liberal                         | Charles Rudkin                  | 14,513 | 52,1 | N/A   |
|                    | Unioniste                       | William Bird                    | 13,348 | 47,9 | −26.4 |
| Majorité           | Majorité                        | Majorité                        | 1,165  | 4,2  | N/A   |
| Participation      | Participation                   | Participation                   | 27,861 | 60,2 | +2.3  |
| Registre électeurs | Registre électeurs              | Registre électeurs              | 46,257 |      |       |
|                    | Liberal vainqueur sur Unioniste | Liberal vainqueur sur Unioniste | Swing  | N/A  |       |

| Parti              | Parti              | Candidat                   | Voix   | %    | ±     |
| ------------------ | ------------------ | -------------------------- | ------ | ---- | ----- |
|                    | Unioniste          | William Bird               | 19,494 | 74,3 | +5.9  |
|                    | Travailliste       | Richard Henry Kennard Hope | 6,752  | 25,7 | −5.9  |
| Majorité           | Majorité           | Majorité                   | 12,742 | 48,6 | +11.8 |
| Participation      | Participation      | Participation              | 26,246 | 57,9 | +7.6  |
| Registre électeurs | Registre électeurs | Registre électeurs         | 45,364 |      |       |
|                    | Unioniste retenir  | Unioniste retenir          | Swing  | +5.9 |       |

| Parti | Parti               | Candidat     | Voix            | %               | ±               |
| ----- | ------------------- | ------------ | --------------- | --------------- | --------------- |
|       | Coalition Unioniste | William Bird | Sans opposition | Sans opposition | Sans opposition |
|       | Unioniste hold      |              |                 |                 |                 |

### Élections dans les années 1910
| Parti                                                 | Parti              | Candidat               | Voix   | %    | ± |
| ----------------------------------------------------- | ------------------ | ---------------------- | ------ | ---- | - |
| C                                                     | Unioniste          | Edmund Talbot          | 14,491 | 68.4 |   |
|                                                       | Travailliste       | Frederick Ernest Green | 6,705  | 31,6 |   |
| Majorité                                              | Majorité           | Majorité               | 7,786  | 36,8 |   |
| Participation                                         | Participation      | Participation          | 21,196 | 50,3 |   |
| Registre électeurs                                    | Registre électeurs | Registre électeurs     | 42,131 |      |   |
|                                                       | Unioniste retenir  | Unioniste retenir      | Swing  |      |   |
| C candidat approuvé par le gouvernement de coalition. |                    |                        |        |      |   |

Élection générale 1914/1915 :
Une autre élection générale devait avoir lieu avant la fin de 1915. Les partis politiques préparaient une élection et en juillet 1914, les candidats suivants avaient été sélectionnés;
- Unioniste : Edmund Talbot
- Libéral :

| Parti         | Parti                | Candidat             | Voix  | %    | ±    |
| ------------- | -------------------- | -------------------- | ----- | ---- | ---- |
|               | Conservateur         | Edmund Talbot        | 5,900 | 66,4 | 0.0  |
|               | Liberal              | Richard Reiss        | 2,985 | 33,6 | 0.0  |
| Majorité      | Majorité             | Majorité             | 2,915 | 32,8 | 0.0  |
| Participation | Participation        | Participation        |       | 73,1 | −8.6 |
|               | Conservateur retenir | Conservateur retenir | Swing | 0.0  |      |

| Parti         | Parti                | Candidat             | Voix  | %     | ±     |
| ------------- | -------------------- | -------------------- | ----- | ----- | ----- |
|               | Conservateur         | Edmund Talbot        | 6,589 | 66,4  | +10.0 |
|               | Liberal              | Richard Reiss        | 3,338 | 33,6  | −10.0 |
| Majorité      | Majorité             | Majorité             | 3,251 | 32,8  | +20.0 |
| Participation | Participation        | Participation        |       | 81,7  | −0.4  |
|               | Conservateur retenir | Conservateur retenir | Swing | +10.0 |       |

### Élections dans les années 1900
| Parti              | Parti                | Candidat             | Voix   | %    | ±   |
| ------------------ | -------------------- | -------------------- | ------ | ---- | --- |
|                    | Conservateur         | Edmund Talbot        | 5,197  | 56,4 | N/A |
|                    | Liberal              | John Ernest Allen    | 4,023  | 43,6 | N/A |
| Majorité           | Majorité             | Majorité             | 1,174  | 12,8 | N/A |
| Participation      | Participation        | Participation        | 9,220  | 82,1 | N/A |
| Registre électeurs | Registre électeurs   | Registre électeurs   | 11,225 |      |     |
|                    | Conservateur retenir | Conservateur retenir | Swing  | N/A  |     |

| Parti              | Parti                | Candidat             | Voix   | %    | ±   |
| ------------------ | -------------------- | -------------------- | ------ | ---- | --- |
|                    | Conservateur         | Edmund Talbot        | 4,174  | 52,6 | N/A |
|                    | Liberal              | John Ernest Allen    | 3,762  | 47,4 | N/A |
| Majorité           | Majorité             | Majorité             | 412    | 5,2  | N/A |
| Participation      | Participation        | Participation        | 7,936  | 73,6 | N/A |
| Registre électeurs | Registre électeurs   | Registre électeurs   | 10,784 |      |     |
|                    | Conservateur retenir | Conservateur retenir | Swing  | N/A  |     |

| Parti | Parti             | Candidat      | Voix            | %               | ±               |
| ----- | ----------------- | ------------- | --------------- | --------------- | --------------- |
|       | Conservateur      | Edmund Talbot | Sans opposition | Sans opposition | Sans opposition |
|       | Conservateur hold |               |                 |                 |                 |

### Élections dans les années 1890
| Parti | Parti             | Candidat      | Voix            | %               | ±               |
| ----- | ----------------- | ------------- | --------------- | --------------- | --------------- |
|       | Conservateur      | Edmund Talbot | Sans opposition | Sans opposition | Sans opposition |
|       | Conservateur hold |               |                 |                 |                 |

| Parti | Parti             | Candidat      | Voix            | %               | ±               |
| ----- | ----------------- | ------------- | --------------- | --------------- | --------------- |
|       | Conservateur      | Edmund Talbot | Sans opposition | Sans opposition | Sans opposition |
|       | Conservateur hold |               |                 |                 |                 |

| Parti              | Parti                | Candidat             | Voix  | %    | ±   |
| ------------------ | -------------------- | -------------------- | ----- | ---- | --- |
|                    | Conservateur         | Walter Gordon-Lennox | 4,236 | 64,2 | N/A |
|                    | Liberal              | Herbert J. Reid      | 2,361 | 35,8 | N/A |
| Majorité           | Majorité             | Majorité             | 1,875 | 28,4 | N/A |
| Participation      | Participation        | Participation        | 6,597 | 72,1 | N/A |
| Registre électeurs | Registre électeurs   | Registre électeurs   | 9,146 |      |     |
|                    | Conservateur retenir | Conservateur retenir | Swing | N/A  |     |

| Parti | Parti             | Candidat             | Voix            | %               | ±               |
| ----- | ----------------- | -------------------- | --------------- | --------------- | --------------- |
|       | Conservateur      | Walter Gordon-Lennox | Sans opposition | Sans opposition | Sans opposition |
|       | Conservateur hold |                      |                 |                 |                 |

### Élections dans les années 1880
| Parti | Parti             | Candidat             | Voix            | %               | ±               |
| ----- | ----------------- | -------------------- | --------------- | --------------- | --------------- |
|       | Conservateur      | Walter Gordon-Lennox | Sans opposition | Sans opposition | Sans opposition |
|       | Conservateur hold |                      |                 |                 |                 |

- Causé par la démission de Gordon-Lennox.

| Parti | Parti             | Candidat              | Voix            | %               | ±               |
| ----- | ----------------- | --------------------- | --------------- | --------------- | --------------- |
|       | Conservateur      | Charles Gordon-Lennox | Sans opposition | Sans opposition | Sans opposition |
|       | Conservateur hold |                       |                 |                 |                 |

| Parti              | Parti                | Candidat                 | Voix  | %    | ±     |
| ------------------ | -------------------- | ------------------------ | ----- | ---- | ----- |
|                    | Conservateur         | Charles Gordon-Lennox    | 4,760 | 65,8 | +9.5  |
|                    | Liberal              | Frederick Waymouth Gibbs | 2,470 | 34,2 | −9.5  |
| Majorité           | Majorité             | Majorité                 | 2,290 | 31,6 | +19.0 |
| Participation      | Participation        | Participation            | 7,230 | 85,0 | +1.4  |
| Registre électeurs | Registre électeurs   | Registre électeurs       | 8,502 |      |       |
|                    | Conservateur retenir | Conservateur retenir     | Swing | +9.5 |       |

| Parti              | Parti                | Candidat                 | Voix  | %    | ±   |
| ------------------ | -------------------- | ------------------------ | ----- | ---- | --- |
|                    | Conservateur         | Henry Gordon-Lennox      | 602   | 56,3 | N/A |
|                    | Liberal              | Frederick Waymouth Gibbs | 467   | 43,7 | N/A |
| Majorité           | Majorité             | Majorité                 | 135   | 12,6 | N/A |
| Participation      | Participation        | Participation            | 1,069 | 83,6 | N/A |
| Registre électeurs | Registre électeurs   | Registre électeurs       | 1,279 |      |     |
|                    | Conservateur retenir | Conservateur retenir     | Swing | N/A  |     |

### Élections dans les années 1870
| Parti              | Parti              | Candidat            | Voix            | %               | ±               |
| ------------------ | ------------------ | ------------------- | --------------- | --------------- | --------------- |
|                    | Conservateur       | Henry Gordon-Lennox | Sans opposition | Sans opposition | Sans opposition |
| Registre électeurs | Registre électeurs | Registre électeurs  | 1,240           |                 |                 |
|                    | Conservateur hold  |                     |                 |                 |                 |

- Causée par la nomination de Lennox au poste de First Commissioner of Works and Public Buildings

| Parti              | Parti              | Candidat            | Voix            | %               | ±               |
| ------------------ | ------------------ | ------------------- | --------------- | --------------- | --------------- |
|                    | Conservateur       | Henry Gordon-Lennox | Sans opposition | Sans opposition | Sans opposition |
| Registre électeurs | Registre électeurs | Registre électeurs  | 1,240           |                 |                 |
|                    | Conservateur hold  |                     |                 |                 |                 |

### Élections dans les années 1860
| Parti              | Parti              | Candidat            | Voix  | %    | ±   |
| ------------------ | ------------------ | ------------------- | ----- | ---- | --- |
|                    | Conservateur       | Henry Gordon-Lennox | 603   | 58,2 | N/A |
|                    | Liberal            | John Abel Smith     | 433   | 41,8 | N/A |
| Majorité           | Majorité           | Majorité            | 170   | 16,4 | N/A |
| Participation      | Participation      | Participation       | 1,036 | 86,7 | N/A |
| Registre électeurs | Registre électeurs | Registre électeurs  | 1,195 |      |     |
|                    | Conservateur hold  |                     |       |      |     |

 Siège réduit à un membre 
| Parti              | Parti              | Candidat            | Voix            | %               | ±               |
| ------------------ | ------------------ | ------------------- | --------------- | --------------- | --------------- |
|                    | Conservateur       | Henry Gordon-Lennox | Sans opposition | Sans opposition | Sans opposition |
|                    | Liberal            | John Abel Smith     | Sans opposition | Sans opposition | Sans opposition |
| Registre électeurs | Registre électeurs | Registre électeurs  | 562             |                 |                 |
|                    | Conservateur hold  |                     |                 |                 |                 |
|                    | Liberal hold       |                     |                 |                 |                 |

| Parti | Parti        | Candidat        | Voix            | %               | ±               |
| ----- | ------------ | --------------- | --------------- | --------------- | --------------- |
|       | Liberal      | John Abel Smith | Sans opposition | Sans opposition | Sans opposition |
|       | Liberal hold |                 |                 |                 |                 |

- Causé par la démission de Freeland.

### Élections dans les années 1850
| Parti              | Parti              | Candidat                  | Voix      | %          | ±   |
| ------------------ | ------------------ | ------------------------- | --------- | ---------- | --- |
|                    | Liberal            | Humphrey William Freeland | 300       | 34,5       | N/A |
|                    | Conservateur       | Henry Gordon-Lennox       | 288       | 33,1       | N/A |
|                    | Liberal            | John Abel Smith           | 282       | 32,4       | N/A |
| Participation      | Participation      | Participation             | 579 (est) | 92,8 (est) | N/A |
| Registre électeurs | Registre électeurs | Registre électeurs        | 562       |            |     |
| Majorité           | Majorité           | Majorité                  | 12        | 1,4        | N/A |
|                    | Liberal hold       |                           |           |            |     |
| Majorité           | Majorité           | Majorité                  | 6         | 0,7        | N/A |
|                    | Conservateur hold  |                           |           |            |     |

| Parti | Parti             | Candidat            | Voix            | %               | ±               |
| ----- | ----------------- | ------------------- | --------------- | --------------- | --------------- |
|       | Conservateur      | Henry Gordon-Lennox | Sans opposition | Sans opposition | Sans opposition |
|       | Conservateur hold |                     |                 |                 |                 |

- Causé par la nomination de Gordon-Lennox en tant que lord commissaires du Trésor.

| Parti              | Parti              | Candidat            | Voix            | %               | ±               |
| ------------------ | ------------------ | ------------------- | --------------- | --------------- | --------------- |
|                    | Conservateur       | Henry Gordon-Lennox | Sans opposition | Sans opposition | Sans opposition |
|                    | Whig               | John Abel Smith     | Sans opposition | Sans opposition | Sans opposition |
| Registre électeurs | Registre électeurs | Registre électeurs  | 638             |                 |                 |
|                    | Conservateur hold  |                     |                 |                 |                 |
|                    | Whig hold          |                     |                 |                 |                 |

| Parti              | Parti              | Candidat            | Voix            | %               | ±               |
| ------------------ | ------------------ | ------------------- | --------------- | --------------- | --------------- |
|                    | Conservateur       | Henry Gordon-Lennox | Sans opposition | Sans opposition | Sans opposition |
|                    | Whig               | John Abel Smith     | Sans opposition | Sans opposition | Sans opposition |
| Registre électeurs | Registre électeurs | Registre électeurs  | 757             |                 |                 |
|                    | Conservateur hold  |                     |                 |                 |                 |
|                    | Whig hold          |                     |                 |                 |                 |

| Parti | Parti             | Candidat            | Voix            | %               | ±               |
| ----- | ----------------- | ------------------- | --------------- | --------------- | --------------- |
|       | Conservateur      | Henry Gordon-Lennox | Sans opposition | Sans opposition | Sans opposition |
|       | Conservateur hold |                     |                 |                 |                 |

- Causé par la nomination de Gordon-Lennox en tant que lord commissaires du Trésor.

### Élections dans les années 1840
| Parti              | Parti              | Candidat            | Voix            | %               | ±               |
| ------------------ | ------------------ | ------------------- | --------------- | --------------- | --------------- |
|                    | Conservateur       | Henry Gordon-Lennox | Sans opposition | Sans opposition | Sans opposition |
|                    | Whig               | John Abel Smith     | Sans opposition | Sans opposition | Sans opposition |
| Registre électeurs | Registre électeurs | Registre électeurs  | 799             |                 |                 |
|                    | Conservateur hold  |                     |                 |                 |                 |
|                    | Whig hold          |                     |                 |                 |                 |

| Parti | Parti             | Candidat            | Voix            | %               | ±               |
| ----- | ----------------- | ------------------- | --------------- | --------------- | --------------- |
|       | Conservateur      | Henry Gordon-Lennox | Sans opposition | Sans opposition | Sans opposition |
|       | Conservateur hold |                     |                 |                 |                 |

- Causé par la démission de Lennox en acceptant le poste de Steward of the Manor of Hempholme

| Parti | Parti             | Candidat      | Voix            | %               | ±               |
| ----- | ----------------- | ------------- | --------------- | --------------- | --------------- |
|       | Conservateur      | Arthur Lennox | Sans opposition | Sans opposition | Sans opposition |
|       | Conservateur hold |               |                 |                 |                 |

- Causé par la nomination de Lennox au poste de Clerk of the Ordnance

| Parti | Parti             | Candidat      | Voix            | %               | ±               |
| ----- | ----------------- | ------------- | --------------- | --------------- | --------------- |
|       | Conservateur      | Arthur Lennox | Sans opposition | Sans opposition | Sans opposition |
|       | Conservateur hold |               |                 |                 |                 |

- Causé par la nomination de Lennox en tant que lord commissaires du Trésor

| Parti              | Parti              | Candidat           | Voix            | %               | ±               |
| ------------------ | ------------------ | ------------------ | --------------- | --------------- | --------------- |
|                    | Conservateur       | Arthur Lennox      | Sans opposition | Sans opposition | Sans opposition |
|                    | Whig               | John Abel Smith    | Sans opposition | Sans opposition | Sans opposition |
| Registre électeurs | Registre électeurs | Registre électeurs | 829             |                 |                 |
|                    | Conservateur hold  |                    |                 |                 |                 |
|                    | Whig hold          |                    |                 |                 |                 |

### Élections dans les années 1830
| Parti              | Parti                           | Candidat                        | Voix  | %    | ±        |
| ------------------ | ------------------------------- | ------------------------------- | ----- | ---- | -------- |
|                    | Whig                            | John Abel Smith                 | 490   | 43,4 | +2.4     |
|                    | Conservateur                    | Arthur Lennox                   | 387   | 34,3 | −13.0    |
|                    | Radical                         | John Morgan Cobbett             | 252   | 22,3 | +10.5    |
| Participation      | Participation                   | Participation                   | 631   | 71,3 | c. +17.6 |
| Registre électeurs | Registre électeurs              | Registre électeurs              | 885   |      |          |
| Majorité           | Majorité                        | Majorité                        | 103   | 9,1  | −20.1    |
|                    | Whig retenir                    | Whig retenir                    | Swing | +7.7 |          |
| Majorité           | Majorité                        | Majorité                        | 135   | 12,0 | N/A      |
|                    | Conservateur vainqueur sur Whig | Conservateur vainqueur sur Whig | Swing | −7.7 |          |

| Parti              | Parti              | Candidat            | Voix   | %       | ±        |
| ------------------ | ------------------ | ------------------- | ------ | ------- | -------- |
|                    | Whig               | Arthur Lennox       | 486    | 47,3    | −2.3     |
|                    | Whig               | John Abel Smith     | 421    | 41,0    | +9.0     |
|                    | Radical            | John Morgan Cobbett | 121    | 11,8    | −6.6     |
| Majorité           | Majorité           | Majorité            | 300    | 29,2    | +15.7    |
| Participation      | Participation      | Participation       | c. 514 | c. 53,7 | c. −36.8 |
| Registre électeurs | Registre électeurs | Registre électeurs  | 958    |         |          |
|                    | Whig retenir       | Whig retenir        | Swing  | +0.5    |          |
|                    | Whig retenir       | Whig retenir        | Swing  | +6.2    |          |

| Parti              | Parti              | Candidat               | Voix  | %    | ±       |
| ------------------ | ------------------ | ---------------------- | ----- | ---- | ------- |
|                    | Whig               | Arthur Lennox          | 707   | 49,6 | +0.7    |
|                    | Whig               | John Abel Smith        | 456   | 32,0 | +3.4    |
|                    | Radical            | William Parrott Carter | 263   | 18,4 | −4.1    |
| Majorité           | Majorité           | Majorité               | 193   | 13,5 | +7.5    |
| Participation      | Participation      | Participation          | 771   | 90,5 | c. −0.6 |
| Registre électeurs | Registre électeurs | Registre électeurs     | 852   |      |         |
|                    | Whig retenir       | Whig retenir           | Swing | +1.4 |         |
|                    | Whig retenir       | Whig retenir           | Swing | +2.7 |         |

| Parti              | Parti              | Candidat           | Voix   | %       | ±     |
| ------------------ | ------------------ | ------------------ | ------ | ------- | ----- |
|                    | Whig               | Arthur Lennox      | 665    | 48,9    | +2.6  |
|                    | Whig               | John Abel Smith    | 388    | 28,6    | −9.3  |
|                    | Radical            | Godfrey Webster    | 306    | 22,5    | +6.7  |
| Majorité           | Majorité           | Majorité           | 82     | 6,0     | −16.2 |
| Participation      | Participation      | Participation      | 716    | c. 91,1 |       |
| Registre électeurs | Registre électeurs | Registre électeurs | c. 786 |         |       |
|                    | Whig retenir       | Whig retenir       | Swing  | −0.4    |       |
|                    | Whig retenir       | Whig retenir       | Swing  | −6.3    |       |

| Parti              | Parti         | Candidat                | Voix  | %    | ± |
| ------------------ | ------------- | ----------------------- | ----- | ---- | - |
|                    | Whig          | John Lennox             | 643   | 46,3 |   |
|                    | Whig          | John Smith              | 527   | 37,9 |   |
|                    | Radical       | Charles Sinclair Cullen | 219   | 15,8 |   |
| Majorité           | Majorité      | Majorité                | 308   | 22,2 |   |
| Participation      | Participation | Participation           | 768   | 55,3 |   |
| Registre électeurs |               |                         |       |      |   |
|                    | Whig retenir  | Whig retenir            | Swing |      |   |
|                    | Whig retenir  | Whig retenir            | Swing |      |   |

## Sources
- Résultats élections, 2010 (BBC)
- Résultats élections, 2005 (BBC)
- Résultats élections, 1997 – 2001 (BBC)
- Résultats élections, 1997 – 2001 (Election Demon)
- Résultats élections, 1983 – 1992 (Election Demon)
- Résultats élections, 1992 – 2010 (Guardian) (UKIP result for 2001 is incorrect)
- The Times House of Commons 1929, 1931, 1935, Politico's (reprint), 2003 (ISBN 1-84275-033-X)
- The Times House of Commons 1945, The Times, 1945
- The Times House of Commons 1950, The Times, 1950
- The Times House of Commons 1955, The Times, 1955